# Марков, Владимир Викторович
Владимир Викторович Марков (8 ноября 1980) — российский футболист, полузащитник.
В начале карьеры выступал в зоне «Черноземье» КФК за смоленские клубы РУОР-ЦСКА (1998—1999) и «СКА-Юность России» (2000—2001). В 2001 году дебютировал во втором дивизионе в составе клуба «Оазис» Ярцево, в 2002 году играл за «Хопёр» Балашов, в 2003 — за «Биохимик-Мордовию» Саранск. 2004 год провёл в чемпионате Белоруссии — за «Дариду» Ждановичи сыграл восемь матчей. В 2005—2006 годах во втором дивизионе России в составе «Смоленска» провёл 63 матча, забил семь мячей.
С 2007 года играет в чемпионате Смоленской области за «Металлург» Ярцево (2007—2016), «ЖБИ-2» Смоленск (с 2016). Выступает в чемпионате Смоленска по мини-футболу, соревнованиях ЛФЛ (8×8).